# Walter Runciman (1er baron Runciman)
Pour les articles homonymes, voir Walter Runciman et Runciman.
Walter Runciman, 1er baron Runciman (6 juillet 1847 - 13 août 1937) est un magnat de la marine anglaise et écossaise.  

## Biographie
Walter Runciman naît dans la ville écossaise de Dunbar, le quatrième fils de Walter Runciman, capitaine d'une goélette et plus tard membre des garde-côtes, et Jane, fille aînée de John Finlay, armateur, également de Dunbar. La famille s'installe à Cresswell, dans le Northumberland. Après avoir fréquenté une école religieuse, le jeune Walter s'enfuit de chez lui pour travailler en mer en 1859. 
Cela explique pourquoi son petit-fils Steven le qualifiait de « descendant de Geordie of Scots qui s'est enfui en mer à 11 ans, était capitaine de marine à 21 ans et a fondé une compagnie maritime ». Runciman a écrit plusieurs livres basés sur ses années en mer.
En 1889, il fonde la South Shields Shipping Company, basée dans le port de South Shields, sur la rive sud à l'embouchure de la rivière Tyne, qui fait alors partie du comté de Durham, mais maintenant à Tyne et Wear. Walter Runciman est directeur général et secrétaire, et John Elliott est président. En 1892, les bureaux de la société ont remonté la rivière Tyne jusqu'au port-ville de Newcastle. En avril 1897, la société change son nom pour Moor Line Ltd. Walter Runciman et son fils, qui ont exercé leurs activités en tant qu'associés de Runciman and Co, sont nommés directeurs généraux de Moor Line. John Elliott meurt en 1898 et le fils aîné de Runciman occupe le poste de président jusqu'à sa mort en 1937. 
Walter Runciman est créé baronnet en 1906 et est député libéral de Hartlepool de 1914 à 1918. En 1910, il écrit « La tragédie de Sainte-Hélène, un récit de l'exil et de la mort de Napoléon Ier. En 1933, il est élevé à la pairie en tant que baron Runciman de Shoreston. Quatre ans plus tard, son fils, le député Walter Runciman (1870–1949), le suit à la Chambre des lords sous le titre de 1er vicomte Runciman de Doxford. 
Un important héritage accordé à son petit-fils Steven Runciman, permet à celui-ci de devenir un érudit indépendant et historien des croisades. 